# Corpus Christi College, Cambridge

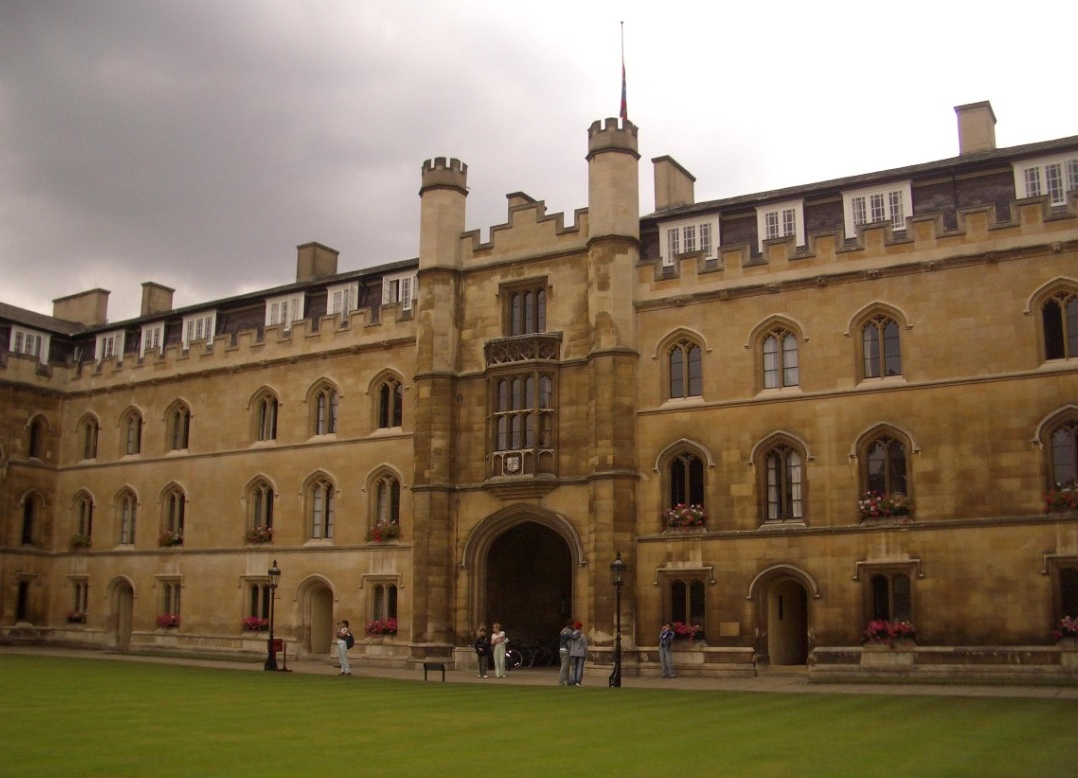
New Court

Ej att förväxla med Corpus Christi College, Oxford.
Corpus Christi College är ett college vid Cambridges universitet i England, beläget vid Trumpington Street i Cambridges historiska centrum. Colleget grundades 1352 av gillena Corpus Christi och Blessed Virgin Mary i Cambridge, och är därmed det enda colleget som grundats av stadens borgerskap. 

## Bibliotek
Corpus Christi Colleges bibliotek för historiska manuskript, Parker Library, grundades av ärkebiskopen av Canterbury Matthew Parker (1504–1575). Biblioteket har en av Englands viktigaste samlingar av manuskript från den anglosaxiska historiska perioden före 1066. Bland bibliotekets verk märks S:t Augustinus-evangelierna från 500-talet, en av världens äldsta inbundna böcker, och den äldsta kända versionen av den Anglosaxiska krönikan från Alfred den stores regeringstid i slutet av 800-talet.

## Kapell och musikliv
Likt de flesta college vid universitetet i Cambridge utgör Corpus Christi även en universitetsförsamling, som tillhör Engelska kyrkan. Kapellet leds av en dekan som tillsammans med en kaplan ansvarar för gudstjänstlivet och den andliga vården om studenter och lärare vid kollegiet.
Den del av kapellets verksamhet som flest studenter, lärare och allmänhet kommer i kontakt med är dess musikliv, där körsång och Corpus Christi Chapel Choir spelar en särskilt framträdande roll. Kapellet antar årligen även orgelstipendiater för dess piporgel. Med hjälp av en stödförening ordnas ett omfattande konsertprogram, och inom colleget finns tillgång till ett flertal konsertlokaler och konsertinstrument såsom flygel och cembalo. Verksamheten leds av en Director Musices.
Kapellet är en peculiarförsamling, och tillhör därför inte Ely stift. Trots det finns ändå en stark samhörighet i praktiken, då universitetsprästerna behöver biskopens tillstånd för att kunna verka utanför det egna kollegiet, samt för att erhålla vigselrätt. Därutöver deltar också flertalet av universitetsprästerna i präst- och teologutbildningarna, eller bedriver forskning i nära anslutning till Engelska kyrkans verksamhet och intresseområde.

## Alumner
Bland kända alumner från colleget märks utforskaren Thomas Cavendish, de elisabetanska dramatikerna Christopher Marlowe och John Fletcher, Sri Lankas premiärminister Dudley Senanayake och skådespelaren Hugh Bonneville.

## Källförteckning
Den här artikeln är helt eller delvis baserad på material från engelskspråkiga Wikipedia, Corpus Christi College, Cambridge, 22 september 2016.